# 페헬데

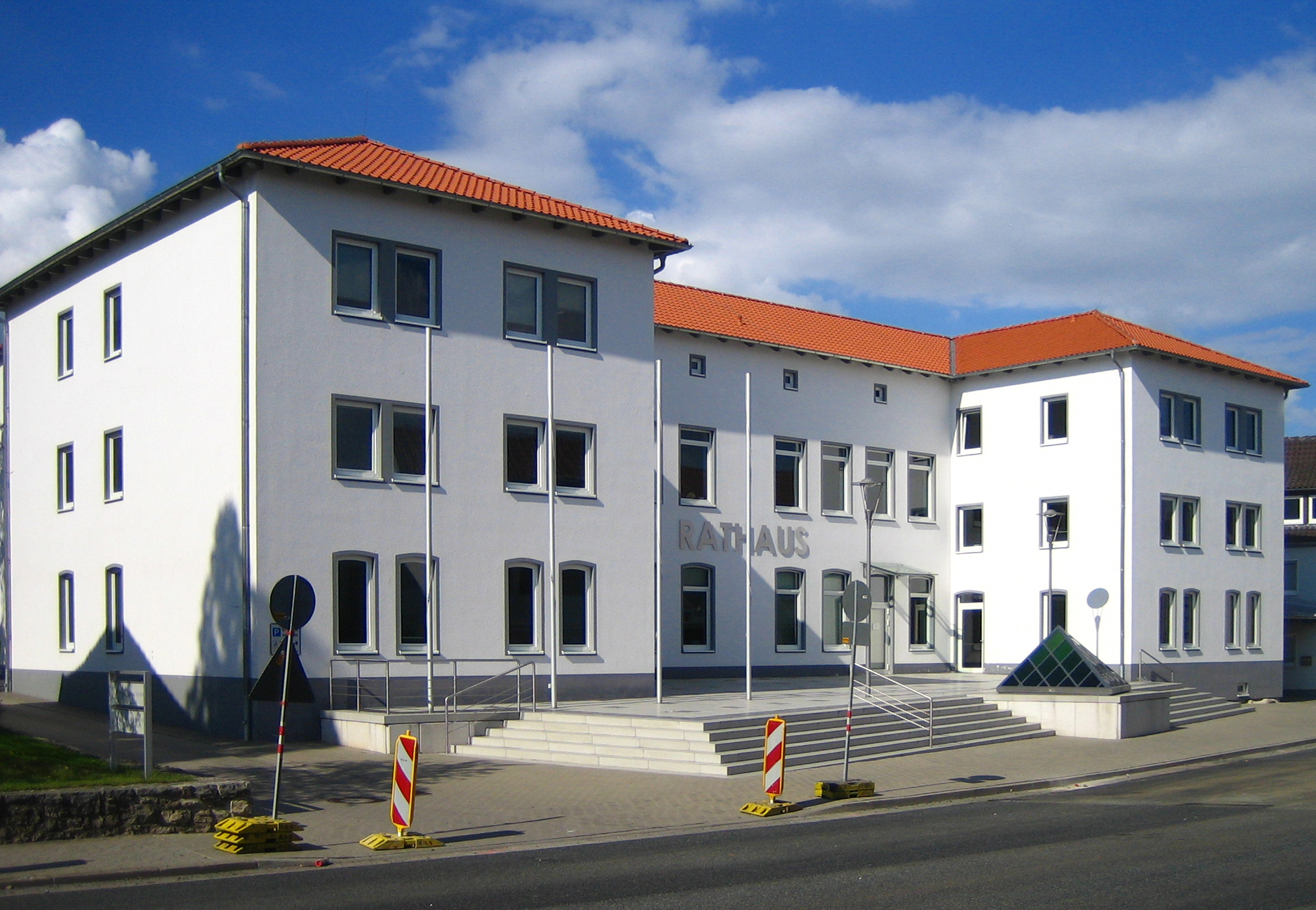
페헬데 시청

페헬데(독일어: Vechelde)는 독일 니더작센주에 위치한 도시로 면적은 75.89km2, 인구는 16,738명(2015년 12월 31일 기준), 인구 밀도는 220명/km2이다.

시 문장